# Mosquée Nabi Yahya
La mosquée Nabi Yahya ( arabe : جامع النبي يحيى (Jama'a Nabi Yahya)), littéralement la mosquée du prophète Jean, est une mosquée abritant le tombeau traditionnel de Jean-Baptiste, à Sebastia, en Palestine. La mosquée accueille également les tombeaux d'Élisée et d'Abdias, deux autres prophètes, enterrés à côté de Jean-Baptiste.
C'est la principale mosquée du village palestinien de Sebastia, près de Naplouse. Elle est située sur la place centrale du village. Elle est constituée de grands murs à contreforts. Dans sa cour, un escalier dans le petit bâtiment en forme de dôme conduit à une grotte.

## Histoire

### Église byzantine
La mosquée Nabi Yahya se dresse sur le site identifié depuis l'époque byzantine comme le lieu où le corps de Jean-Baptiste fut enterré par ses amis. Matthieu 14 :12 rapporte que « ses disciples sont venus et ont emporté le corps [de Jean] et l'ont enterré ». Une église fut érigée à l'emplacement du tombeau à l'époque byzantine.

### Cathédrale des Croisés

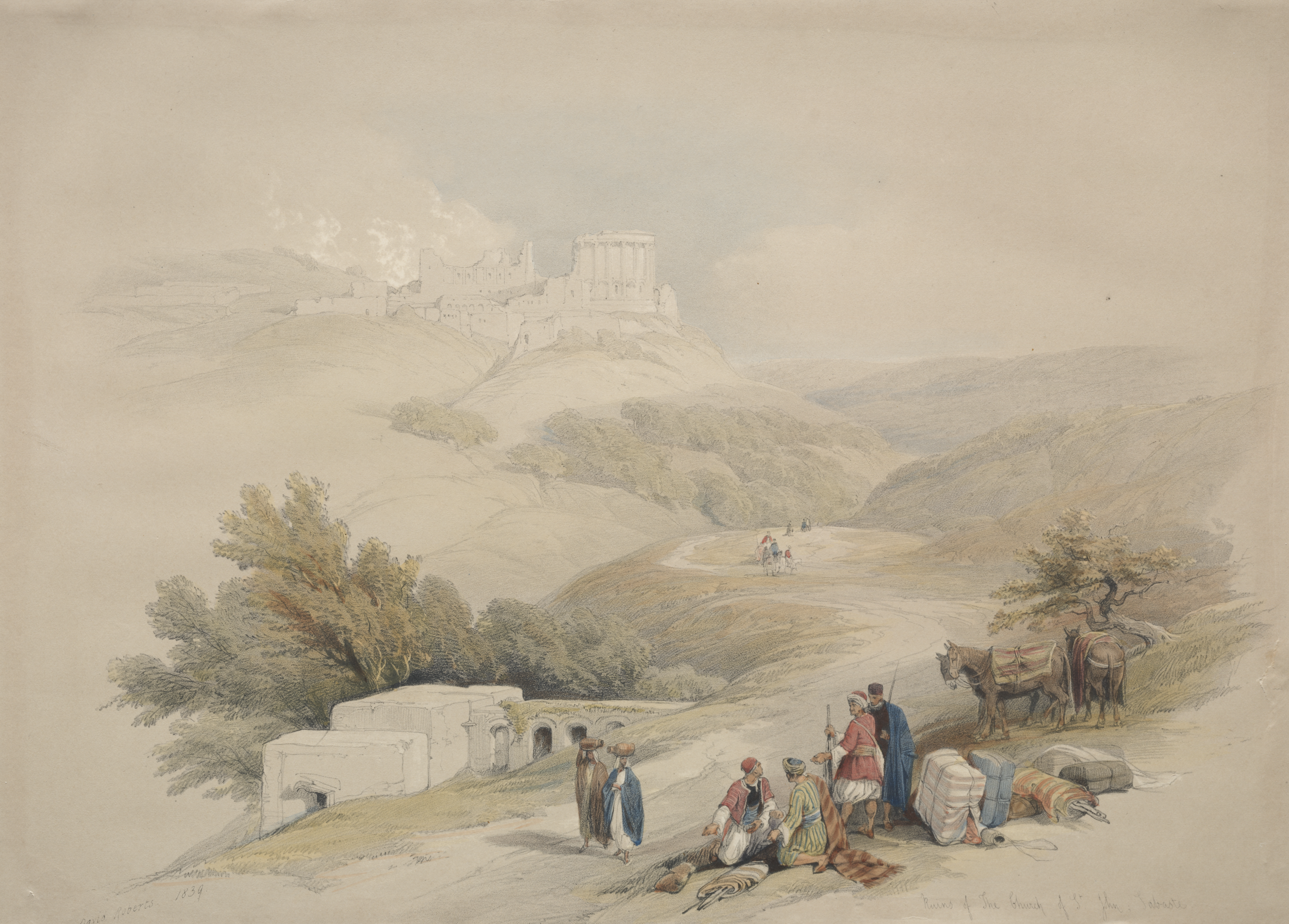
Les ruines de la cathédrale des Croisés dans les années 1840, de Terre Sainte, de Syrie, d'Idumée, d'Arabie, d'Égypte et de Nubie.

L'église érigée au-dessus du tombeau de Jean-Baptiste a été remplacée par une église construite par les Croisés, en 1160.
Elle fut transformée en mosquée par Saladin en 1187, même si certaines sources considèrent qu'elle ne fut convertie par les Mamelouks qu'en 1261.
Nabi Yahya, pour les musulmans, fait référence au Saint-Jean-Baptiste des chrétiens.
En 1870, l'explorateur français Victor Guérin se rendit sur les lieux et décrivit ainsi sa visite :

« A l'extrémité occidentale du monument s'élève un sanctuaire musulman couronné d'une petite coupole percée d'étroites fenêtres, qui laissent entrer une faible lumière dans la crypte qu'elle recouvre. 
Cette crypte appartient probablement à l'ancienne basilique, qui a été remplacée par l'édifice aujourd'hui, lui-même en ruines. 
La descente s'effectue par un escalier de quinze marches ; puis, après avoir traversé un palier autrefois fermé par une porte monolithique, on descend deux marches, et l'on se retrouve dans une crypte autrefois pavée de petites dalles de marbre de différentes couleurs, formant une sorte de mosaïque. Voici la porte dont je viens de parler : des moulures la divisent en compartiments ; elle est munie de charnières travaillées dans l'épaisseur du bloc de pierre. 
Cette crypte, de petite étendue, contient une chambre sépulcrale divisée en trois loculi voûtés parallèles, avec des pierres taillées, régulièrement travaillées entre elles. On ne les voit qu'en introduisant une lumière à travers trois petites ouvertures dans le mur de la chambre. Selon une ancienne tradition, l'un de ces compartiments serait le tombeau de saint Jean-Baptiste, et les autres ceux des prophètes Abdias et Élisée. »

— Guérin, 1875
Plus tard, dans les années 1870, le Fonds d'exploration de la Palestine a fouillé l'endroit, qu'il a décrit dans son Enquête sur la Palestine occidentale comme « une simple coquille, la plus grande partie du toit et des piliers des bas-côtés ayant disparu, et au-dessus de la crypte un Maqâm moderne a été construit ». . La longueur intérieure est de 48 mètres, la largeur de 22,5 mètres; le mur ouest a plus de 3 mètres d'épaisseur, le mur nord de 2,5 mètres, le mur sud de 1,20 mètre. Il y avait six baies, dont la seconde en partant de l'est est plus grande, probablement autrefois soutenant un dôme.
À l'est se trouvent trois absides à la nef et aux bas-côtés, l'abside centrale a 10 mètres de diamètre, égale à la largeur de la nef. Les piliers avaient quatre colonnes attachées, une de chaque côté ; à l'ouest se trouvait une porte et deux fenêtres ; au sud il reste quatre fenêtres, et au nord trois. » 

### Reconstruction ottomane

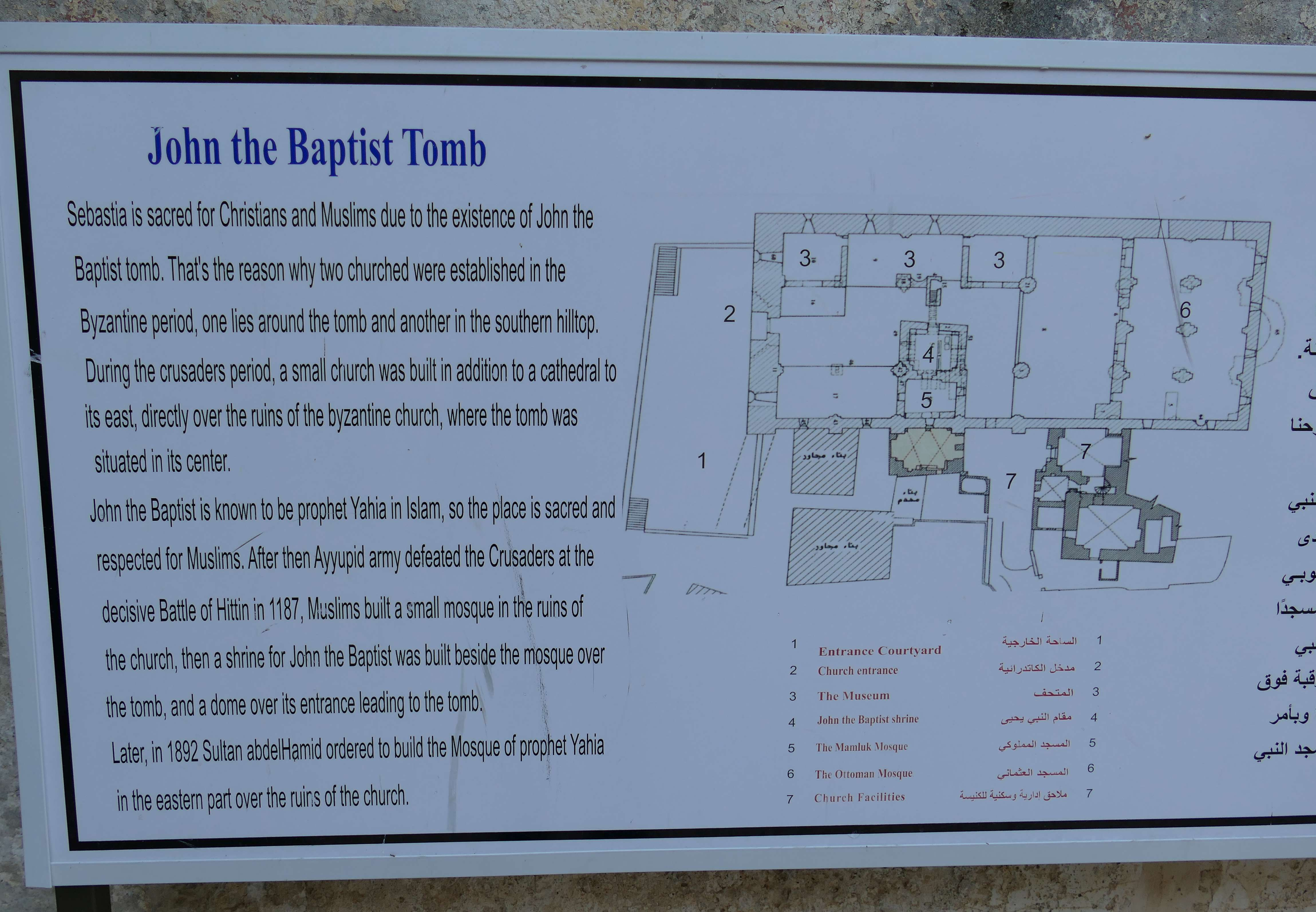
Une pancarte dans la mosquée, 2018

En 1892, Abdul Hamid II ordonna la reconstruction d'une partie du site. La mosquée a été restaurée et en grande partie reconstruite au XIXe siècle, alors que la Palestine était sous domination ottomane.

## Prison de Jean-Baptiste
La tradition locale des communautés chrétiennes et musulmanes de la région indique que Sebastia se trouvait aussi être le site de la prison de Jean-Baptiste et que le lieu de sa décapitation ; cependant, il s'agirait d'une église différente, située dans la vieille ville. L'affirmation est d'ailleurs réfutée par le récit de l'historien du premier siècle, Flavius Josèphe, qui a enregistré le site de la décapitation sous le nom de Machaerus, de l'autre côté du Jourdain, à environ 130-140 kilomètres.

## Lectures complémentaires
- C.R. Conder et H.H. Kitchener, The Survey of Western Palestine: Memoirs of the Topography, Orography, Hydrography, and Archaeology, vol. 2, London, Committee of the Palestine Exploration Fund, 1882 (lire en ligne)
- V. Guérin, Description Géographique Historique et Archéologique de la Palestine, vol. 2: Samarie, pt. 2, Paris, L'Imprimerie Nationale, 1875 (lire en ligne)
- Daniel Jacobs, Israel and the Palestinian territories, Rough Guides, 1998 (ISBN 978-1-85828-248-0, lire en ligne)